# 艾德·帕里什·桑德斯
艾德·帕里什·桑德斯（英語：Ed Parish Sanders，1937年4月18日—2022年11月21日）美国新约圣经学者，杜克大学教授，研究历史中的耶稣的重要学者，他把耶稣视为是犹太教复兴运动中的一员。